# OmegaT
OmegaT — вільна система автоматизованого перекладу, що підтримує пам'ять перекладів, написана мовою Java.
Можливості системи включають сегментацію початкового тексту на основі регулярних виразів, використання точних (англ. exact) і неточних (англ. fuzzy) відповідностей з вже перекладеними фрагментами, використання словників, пошук контекстів у базах даних перекладів та роботу з ключовими словами.
Для роботи OmegaT потрібна версія Java 1.4 чи вища, що доступна для ОС GNU/Linux, Mac OS X та Microsoft Windows, Windows NT.
OmegaT підтримує різноманітні формати джерельних документів: текстові файли (у кодуванні Unicode теж), файли HTML/XHTML, вікі-сайтів, StarOffice, OpenOffice.org та OpenDocument (ODF), Microsoft Office 2007 XML, а також файли DocBook. OmegaT не може працювати безпосередньо із файлами Microsoft Office (Word, Excel і PowerPoint) старіших версій (до 2007), для роботи з якими необхідно використовувати OpenOffice.org, який може перевести такі файли у формат OpenDocument, підтримуваний OmegaT.

## Локалізації
Інтерфейс користувача (GUI) та документацію для OmegaT перекладають добровольці.
Поточна стабільна версія (1.6.1 випуск 4) локалізована до наступних мов:
- Повні локалізації (включно з GUI та перекладами керівництва та інших документів для версії серії 1.6):
  - Албанська
  - Італійська
  - Португальська (Бразилія)
  - Сербо-хорватська
  - Словацька
- Часткові локалізації (включно з GUI та підручником, деколи керівництво серії 1.4):
  - Білоруська
  - Данська
  - Есперанто
  - Французька
  - Німецька
  - Грецька(лише GUI)
  - Японська
  - Польська
  - Португальська
  - Російська
  - Іспанська
  - Турецька

У розробницькій версії 1.7.2 додано такі мови:
- Повні локалізації (включно з GUI та перекладами керівництва та інших документів для версії серії 1.6):
  - мова Басків
  - Каталонська
  - Чеська
  - Угорська
  - Японська
  - Голландська
  - Словенська
  - Спрощена китайська
  - Традиційна китайська
  - Українська

Загалом 25 різних мовних версій.